# Medvešček
Medvešček je priimek več znanih Slovencev:

## Znani nosilci priimka
- Alenka Radšel Medvešček (1931—2024), zdravnica infektologinja, prof. MF
- Aleš Medvešček (*1964), pesnik ...
- Barbara Medvešček, igralka
- Emil Medvešček (1911—1963), arhitekt
- Kristijan Medvešček, gorski kolesar
- Marij Medvešček, izseljenski narodni delavec v Argentini
- Marko Medvešček (*1946), zdravnik endokrinolog, diabetolog
- Nadja Ružić Medvešček, zdravnica kardiologinja
- Roman Medvešček, glasbenik kitarist
- Pavel Medvešček (1933—2020), grafik, slikar, konservator, pisatelj, etnološki raziskoavlec (staroverstvo), publicist
- Pavla Medvešček (1905—1974), pesnica
- Peter Medvešček (1859—1932), učitelj in publicist
- Tomaž Medvešček (1944—2025), arhitekt